# Jacques Audiberti
Jacques Audiberti, född 25 mars 1899 i Antibes, död 10 juli 1965 i Paris, var en fransk författare och dramatiker. Han var företrädare för absurd teater.

## Biografi

### Barndom och ungdom
Audiberti föddes i Antibes, Frankrike, son till Louis Audiberti, en murarmästare, och hans fru, Victorine. Han började sin författarkarriär som journalist och flyttade till Paris 1925 för att skriva för Le Journal och Le Petit Parisien. 
Audiberti gifte sig med Élisabeth-Cécile-Amélie Savane 1926. De hade två döttrar, Jacqueline (född 1926) och Marie-Louise (född 1928).

### Författarkarriär
Audiberti började skriva dramer efter andra världskriget. Han skrev mer än 20 pjäser på temat "gott och ont". Hans mest kända dramer är Quoat-Quoat (1946) och Le mal court (1947; "En lättsinnig ballad").

### Död
Audiberti dog i Paris 1965, 66 år gammal, och ligger begravd på Cimetière de Pantin, Pantin, regionen Ile-de-France, Frankrike